# Tomasz Majewski
Tomasz Majewski, född den 30 augusti 1981, Nasielsk, Polen är en polsk friidrottare som tävlar i kulstötning.
Majewski slog igenom vid inomhus-VM 2004 i Budapest där han slutade på fjärde plats. Vid Olympiska sommarspelen 2004 i Aten lyckades han inte ta sig vidare till finalomgången. Hans första världsmästerskap utomhus var VM 2005 i Helsingfors där han blev nia. Vid VM 2007 i Osaka slutade han på femte plats på det nya personliga rekordet 20,87. 
2008 började Majewski med att bli bronsmedaljör vid VM inomhus i Valencia. Vid Olympiska sommarspelen 2008 i Peking noterade han ett nytt personligt rekord med 21,51 ett resultat som räckte till guld. Han blev tvåa i VM 2009 i Berlin då han blev besegrad av olympiatvåan Christian Cantwell med 12 cm efter en stöt på 21,94.